# NGC 5964
NGC 5964 = IC 4551 ist eine Balken-Spiralgalaxie vom Hubble-Typ SBcd im Sternbild Schlange nördlich des Himmelsäquators. Sie ist schätzungsweise 67 Millionen Lichtjahre von der Milchstraße entfernt und hat einen Durchmesser von etwa 80.000 Lj.
Im selben Himmelsareal befinden sich u. a. die Galaxien NGC 5955 und NGC 5960.
Das Objekt wurde am 24. April 1830 von John Herschel (als NGC aufgeführt) und am 19. August 1897 von Lewis Swift (als IC gelistet) entdeckt.